# Eisuke Fujishima
Eisuke Fujishima (født 31. januar 1992) er en japansk fodboldspiller, som spiller for den japanske fodboldklub Kawasaki Frontale.